# سیارک ۱۸۵۷۲
سیارک ۱۸۵۷۲ (به انگلیسی: 18572 Rocher، نامگذاری:1997WQ22) هجده هزار و پانصد و هفتاد و دومین سیارک کشف شده‌است که در ۲۸ نوامبر ۱۹۹۷ کشف شد.
قدر مطلق سیارک برابر ۱۱٫۲ است.